# Arctostaphylos incognita
Arctostaphylos incognita là một loài thực vật có hoa trong họ Thạch nam. Loài này được J.E.Keeley & al. mô tả khoa học đầu tiên năm 1997.